# Grochlitz
Grochlitz ist ein Stadtteil von Naumburg (Saale) und liegt im Burgenlandkreis in Sachsen-Anhalt.

## Lage
Grochlitz liegt im Nordosten von Naumburg und wird von der Bahnstrecke Naumburg–Teuchern vom übrigen Stadtgebiet getrennt.

## Geschichte
Das Dorf Grochlitz entstand aus einer sorbischen Fischersiedlung. Als zur Sippe des Erbsenmannes gehörig wird durch die Sprachforscher der Name des Dorfes gedeutet. Als erste Bewohner des Dorfes gelten Hörige verschiedener Herren und später Tagelöhner. Im Jahre 1030 wurde die Flur um Naumburg neu reguliert und nutzbar gemacht, so dass das Dorf in den Machtbereich des Naumburger Bischofs gelangte und fortan dem Domkapitel Naumburg gehörte. Mit Naumburg stand der Ort seit Jahrhunderten durch eine Allee in Verbindung. Aus den Besitzungen des Hochstifts Naumburg-Zeitz an der Saale, darunter der Ort Grochlitz, wurde 1544 das Amt Naumburg gebildet, welches im Jahr 1564 an das Kurfürstentum Sachsen kam.
In den Jahren 1543, 1552, 1566 und 1585 kam es zum Ausbruch der Pest. 1617 starben bis auf 11 Menschen alle Bewohner von Grochlitz an der Ruhr. Auch verschiedene Kriege und deren Folgen, zum Beispiel das Nervenfieber ließen die Einwohnerzahl schrumpfen. So wurde 1547 durch Militärangehörige Kaiser Karl V. und durch die Franzosen unter Napoleon 1806 das Dorf mehrfach belagert und zahlreiche Gebäude zerstört. Grochlitz gehörte als Teil des Amts Naumburg zwischen 1656/57 und 1718 zum kursächsischen Sekundogenitur-Fürstentum Sachsen-Zeitz, danach zum Kurfürstentum Sachsen und ab 1806 zum Königreich Sachsen. Nach dem Beschluss des Wiener Kongresses im Jahr 1815 wurde der Ort an das Königreich Preußen abgetreten und dem 1818 neu gebildeten Kreis Naumburg im Regierungsbezirk Merseburg der Provinz Sachsen zugeteilt.
Durch einen Blitzeinschlag in der Wohnung des Wirtes Menzel kam es am 17. Juni 1810 zu einem Brand, der sich wegen Abwesenheit des Eigentümers schnell unbemerkt ausbreiten konnte. Trotz der anschließenden schnellen Hilfe griff das Feuer schnell um sich und zerstörte zehn Häuser. Mit der Hilfe Naumburger Bürger wurden die Häuser schnell wieder aufgebaut. Um die Bildung der Kinder des Dorfes zu verbessern, wurde im Jahre 1821 in Grochlitz eine Schule eingerichtet. Die Volkszählung von 1822 erbrachte die Zahl von 218 Einwohnern in 54 Häusern. Bis zur Aufhebung 1849 bestand in Grochwitz ein Obedienz-Patrimonialgericht.
In den 80er Jahren des 19. Jahrhunderts wurde durch die Witwe Lehmann ein Sanatorium unterhalten. 1893 übernahm der Leipziger Naturheilkundler C.E. Wagner das Haus und erweiterte es um einen neuen Flügel und ließ auf dem Berg eine Villa errichten, von der man einen hervorragenden Rundumblick über das Saaletal hat. Nachdem 1922 das Sanatorium von Direktor Herrn Wild übernommen worden war, gelangte das Objekt gegen Ende der 1920er Jahre in den Besitz der Betriebskrankenkasse der Bayrischen Stickstoffwerke AG. Bis zum Anfang der 1940er Jahre konnten im Sanatorium bis zu 50 Menschen gleichzeitig Erholung finden. Nachdem der Betrieb eingestellt worden war, wurden die Gebäude verkauft und im Anschluss daran vermietet. Heute befinden sich die Gebäude in Händen verschiedener Eigentümer und wurden in den letzten Jahren aufwendig restauriert.
Am 6. November 1905 erfolgte die Eingemeindung des Dorfes nach Naumburg. Diesem Verwaltungsakt ging ein entsprechender Beschluss der Naumburger Stadtverordnetenversammlung vom 11. August 1904 voraus. Es war eher ein formaler Akt, da Grochlitz von jeher zu großen Teilen aus der Stadt Naumburg verwaltet wurde. Gleichzeitig erhielten die Straßenzüge nunmehr Namen. Eine Straße, die vom Stadtzentrum nach Grochlitz führt, heißt Grochlitzer Straße.
Während des Jahrhunderthochwassers der Saale 1994 erreichte mit 6,38 Metern Saalepegel am 15. April 1994 am Messpunkt Grochlitz seinen bisher höchsten Stand. Vorausgegangen war ein Anstieg des Wasserstandes um 1,10 Meter innerhalb von 24 Stunden, der durch ergiebige Niederschläge Anfang April, vor allem am Oberlauf der Saale, ausgelöst worden war.